# Лободинский, Григорий Васильевич
Григорий Васильевич Лободинский (4 января 1907, Москва) — советский шахматный композитор. Мастер спорта СССР по шахматной композиции (1957).

## Биография
С 1935 опубликовал около 100 задач, преимущественно трёх- и многоходовки чешского стиля (см. Чешская школа).
Победитель 4-го личного чемпионата СССР по многоходовкам (1955); 7-е в 3-м (1952) и 4-м места (1955) чемпионатах СССР по трёхходовкам. Представлял Советскую Армию.

## Задачи
|   | a | b | c | d | e | f | g | h |   |
| - | --- | --- | --- | --- | --- | --- | --- | --- | - |
| 8 | d7 чёрная пешка · g6 чёрная пешка · h6 белый король · b5 чёрная пешка · f5 чёрная пешка · b4 чёрная пешка · d4 белый конь · h4 чёрная пешка · b3 белая пешка · c3 белая пешка · e3 чёрная пешка · f3 чёрная пешка · h3 белая пешка · c2 белая пешка · h2 белая пешка · e1 чёрный король · f1 белый конь · g1 белый ферзь | d7 чёрная пешка · g6 чёрная пешка · h6 белый король · b5 чёрная пешка · f5 чёрная пешка · b4 чёрная пешка · d4 белый конь · h4 чёрная пешка · b3 белая пешка · c3 белая пешка · e3 чёрная пешка · f3 чёрная пешка · h3 белая пешка · c2 белая пешка · h2 белая пешка · e1 чёрный король · f1 белый конь · g1 белый ферзь | d7 чёрная пешка · g6 чёрная пешка · h6 белый король · b5 чёрная пешка · f5 чёрная пешка · b4 чёрная пешка · d4 белый конь · h4 чёрная пешка · b3 белая пешка · c3 белая пешка · e3 чёрная пешка · f3 чёрная пешка · h3 белая пешка · c2 белая пешка · h2 белая пешка · e1 чёрный король · f1 белый конь · g1 белый ферзь | d7 чёрная пешка · g6 чёрная пешка · h6 белый король · b5 чёрная пешка · f5 чёрная пешка · b4 чёрная пешка · d4 белый конь · h4 чёрная пешка · b3 белая пешка · c3 белая пешка · e3 чёрная пешка · f3 чёрная пешка · h3 белая пешка · c2 белая пешка · h2 белая пешка · e1 чёрный король · f1 белый конь · g1 белый ферзь | d7 чёрная пешка · g6 чёрная пешка · h6 белый король · b5 чёрная пешка · f5 чёрная пешка · b4 чёрная пешка · d4 белый конь · h4 чёрная пешка · b3 белая пешка · c3 белая пешка · e3 чёрная пешка · f3 чёрная пешка · h3 белая пешка · c2 белая пешка · h2 белая пешка · e1 чёрный король · f1 белый конь · g1 белый ферзь | d7 чёрная пешка · g6 чёрная пешка · h6 белый король · b5 чёрная пешка · f5 чёрная пешка · b4 чёрная пешка · d4 белый конь · h4 чёрная пешка · b3 белая пешка · c3 белая пешка · e3 чёрная пешка · f3 чёрная пешка · h3 белая пешка · c2 белая пешка · h2 белая пешка · e1 чёрный король · f1 белый конь · g1 белый ферзь | d7 чёрная пешка · g6 чёрная пешка · h6 белый король · b5 чёрная пешка · f5 чёрная пешка · b4 чёрная пешка · d4 белый конь · h4 чёрная пешка · b3 белая пешка · c3 белая пешка · e3 чёрная пешка · f3 чёрная пешка · h3 белая пешка · c2 белая пешка · h2 белая пешка · e1 чёрный король · f1 белый конь · g1 белый ферзь | d7 чёрная пешка · g6 чёрная пешка · h6 белый король · b5 чёрная пешка · f5 чёрная пешка · b4 чёрная пешка · d4 белый конь · h4 чёрная пешка · b3 белая пешка · c3 белая пешка · e3 чёрная пешка · f3 чёрная пешка · h3 белая пешка · c2 белая пешка · h2 белая пешка · e1 чёрный король · f1 белый конь · g1 белый ферзь | 8 |
| 7 | d7 чёрная пешка · g6 чёрная пешка · h6 белый король · b5 чёрная пешка · f5 чёрная пешка · b4 чёрная пешка · d4 белый конь · h4 чёрная пешка · b3 белая пешка · c3 белая пешка · e3 чёрная пешка · f3 чёрная пешка · h3 белая пешка · c2 белая пешка · h2 белая пешка · e1 чёрный король · f1 белый конь · g1 белый ферзь | d7 чёрная пешка · g6 чёрная пешка · h6 белый король · b5 чёрная пешка · f5 чёрная пешка · b4 чёрная пешка · d4 белый конь · h4 чёрная пешка · b3 белая пешка · c3 белая пешка · e3 чёрная пешка · f3 чёрная пешка · h3 белая пешка · c2 белая пешка · h2 белая пешка · e1 чёрный король · f1 белый конь · g1 белый ферзь | d7 чёрная пешка · g6 чёрная пешка · h6 белый король · b5 чёрная пешка · f5 чёрная пешка · b4 чёрная пешка · d4 белый конь · h4 чёрная пешка · b3 белая пешка · c3 белая пешка · e3 чёрная пешка · f3 чёрная пешка · h3 белая пешка · c2 белая пешка · h2 белая пешка · e1 чёрный король · f1 белый конь · g1 белый ферзь | d7 чёрная пешка · g6 чёрная пешка · h6 белый король · b5 чёрная пешка · f5 чёрная пешка · b4 чёрная пешка · d4 белый конь · h4 чёрная пешка · b3 белая пешка · c3 белая пешка · e3 чёрная пешка · f3 чёрная пешка · h3 белая пешка · c2 белая пешка · h2 белая пешка · e1 чёрный король · f1 белый конь · g1 белый ферзь | d7 чёрная пешка · g6 чёрная пешка · h6 белый король · b5 чёрная пешка · f5 чёрная пешка · b4 чёрная пешка · d4 белый конь · h4 чёрная пешка · b3 белая пешка · c3 белая пешка · e3 чёрная пешка · f3 чёрная пешка · h3 белая пешка · c2 белая пешка · h2 белая пешка · e1 чёрный король · f1 белый конь · g1 белый ферзь | d7 чёрная пешка · g6 чёрная пешка · h6 белый король · b5 чёрная пешка · f5 чёрная пешка · b4 чёрная пешка · d4 белый конь · h4 чёрная пешка · b3 белая пешка · c3 белая пешка · e3 чёрная пешка · f3 чёрная пешка · h3 белая пешка · c2 белая пешка · h2 белая пешка · e1 чёрный король · f1 белый конь · g1 белый ферзь | d7 чёрная пешка · g6 чёрная пешка · h6 белый король · b5 чёрная пешка · f5 чёрная пешка · b4 чёрная пешка · d4 белый конь · h4 чёрная пешка · b3 белая пешка · c3 белая пешка · e3 чёрная пешка · f3 чёрная пешка · h3 белая пешка · c2 белая пешка · h2 белая пешка · e1 чёрный король · f1 белый конь · g1 белый ферзь | d7 чёрная пешка · g6 чёрная пешка · h6 белый король · b5 чёрная пешка · f5 чёрная пешка · b4 чёрная пешка · d4 белый конь · h4 чёрная пешка · b3 белая пешка · c3 белая пешка · e3 чёрная пешка · f3 чёрная пешка · h3 белая пешка · c2 белая пешка · h2 белая пешка · e1 чёрный король · f1 белый конь · g1 белый ферзь | 7 |
| 6 | d7 чёрная пешка · g6 чёрная пешка · h6 белый король · b5 чёрная пешка · f5 чёрная пешка · b4 чёрная пешка · d4 белый конь · h4 чёрная пешка · b3 белая пешка · c3 белая пешка · e3 чёрная пешка · f3 чёрная пешка · h3 белая пешка · c2 белая пешка · h2 белая пешка · e1 чёрный король · f1 белый конь · g1 белый ферзь | d7 чёрная пешка · g6 чёрная пешка · h6 белый король · b5 чёрная пешка · f5 чёрная пешка · b4 чёрная пешка · d4 белый конь · h4 чёрная пешка · b3 белая пешка · c3 белая пешка · e3 чёрная пешка · f3 чёрная пешка · h3 белая пешка · c2 белая пешка · h2 белая пешка · e1 чёрный король · f1 белый конь · g1 белый ферзь | d7 чёрная пешка · g6 чёрная пешка · h6 белый король · b5 чёрная пешка · f5 чёрная пешка · b4 чёрная пешка · d4 белый конь · h4 чёрная пешка · b3 белая пешка · c3 белая пешка · e3 чёрная пешка · f3 чёрная пешка · h3 белая пешка · c2 белая пешка · h2 белая пешка · e1 чёрный король · f1 белый конь · g1 белый ферзь | d7 чёрная пешка · g6 чёрная пешка · h6 белый король · b5 чёрная пешка · f5 чёрная пешка · b4 чёрная пешка · d4 белый конь · h4 чёрная пешка · b3 белая пешка · c3 белая пешка · e3 чёрная пешка · f3 чёрная пешка · h3 белая пешка · c2 белая пешка · h2 белая пешка · e1 чёрный король · f1 белый конь · g1 белый ферзь | d7 чёрная пешка · g6 чёрная пешка · h6 белый король · b5 чёрная пешка · f5 чёрная пешка · b4 чёрная пешка · d4 белый конь · h4 чёрная пешка · b3 белая пешка · c3 белая пешка · e3 чёрная пешка · f3 чёрная пешка · h3 белая пешка · c2 белая пешка · h2 белая пешка · e1 чёрный король · f1 белый конь · g1 белый ферзь | d7 чёрная пешка · g6 чёрная пешка · h6 белый король · b5 чёрная пешка · f5 чёрная пешка · b4 чёрная пешка · d4 белый конь · h4 чёрная пешка · b3 белая пешка · c3 белая пешка · e3 чёрная пешка · f3 чёрная пешка · h3 белая пешка · c2 белая пешка · h2 белая пешка · e1 чёрный король · f1 белый конь · g1 белый ферзь | d7 чёрная пешка · g6 чёрная пешка · h6 белый король · b5 чёрная пешка · f5 чёрная пешка · b4 чёрная пешка · d4 белый конь · h4 чёрная пешка · b3 белая пешка · c3 белая пешка · e3 чёрная пешка · f3 чёрная пешка · h3 белая пешка · c2 белая пешка · h2 белая пешка · e1 чёрный король · f1 белый конь · g1 белый ферзь | d7 чёрная пешка · g6 чёрная пешка · h6 белый король · b5 чёрная пешка · f5 чёрная пешка · b4 чёрная пешка · d4 белый конь · h4 чёрная пешка · b3 белая пешка · c3 белая пешка · e3 чёрная пешка · f3 чёрная пешка · h3 белая пешка · c2 белая пешка · h2 белая пешка · e1 чёрный король · f1 белый конь · g1 белый ферзь | 6 |
| 5 | d7 чёрная пешка · g6 чёрная пешка · h6 белый король · b5 чёрная пешка · f5 чёрная пешка · b4 чёрная пешка · d4 белый конь · h4 чёрная пешка · b3 белая пешка · c3 белая пешка · e3 чёрная пешка · f3 чёрная пешка · h3 белая пешка · c2 белая пешка · h2 белая пешка · e1 чёрный король · f1 белый конь · g1 белый ферзь | d7 чёрная пешка · g6 чёрная пешка · h6 белый король · b5 чёрная пешка · f5 чёрная пешка · b4 чёрная пешка · d4 белый конь · h4 чёрная пешка · b3 белая пешка · c3 белая пешка · e3 чёрная пешка · f3 чёрная пешка · h3 белая пешка · c2 белая пешка · h2 белая пешка · e1 чёрный король · f1 белый конь · g1 белый ферзь | d7 чёрная пешка · g6 чёрная пешка · h6 белый король · b5 чёрная пешка · f5 чёрная пешка · b4 чёрная пешка · d4 белый конь · h4 чёрная пешка · b3 белая пешка · c3 белая пешка · e3 чёрная пешка · f3 чёрная пешка · h3 белая пешка · c2 белая пешка · h2 белая пешка · e1 чёрный король · f1 белый конь · g1 белый ферзь | d7 чёрная пешка · g6 чёрная пешка · h6 белый король · b5 чёрная пешка · f5 чёрная пешка · b4 чёрная пешка · d4 белый конь · h4 чёрная пешка · b3 белая пешка · c3 белая пешка · e3 чёрная пешка · f3 чёрная пешка · h3 белая пешка · c2 белая пешка · h2 белая пешка · e1 чёрный король · f1 белый конь · g1 белый ферзь | d7 чёрная пешка · g6 чёрная пешка · h6 белый король · b5 чёрная пешка · f5 чёрная пешка · b4 чёрная пешка · d4 белый конь · h4 чёрная пешка · b3 белая пешка · c3 белая пешка · e3 чёрная пешка · f3 чёрная пешка · h3 белая пешка · c2 белая пешка · h2 белая пешка · e1 чёрный король · f1 белый конь · g1 белый ферзь | d7 чёрная пешка · g6 чёрная пешка · h6 белый король · b5 чёрная пешка · f5 чёрная пешка · b4 чёрная пешка · d4 белый конь · h4 чёрная пешка · b3 белая пешка · c3 белая пешка · e3 чёрная пешка · f3 чёрная пешка · h3 белая пешка · c2 белая пешка · h2 белая пешка · e1 чёрный король · f1 белый конь · g1 белый ферзь | d7 чёрная пешка · g6 чёрная пешка · h6 белый король · b5 чёрная пешка · f5 чёрная пешка · b4 чёрная пешка · d4 белый конь · h4 чёрная пешка · b3 белая пешка · c3 белая пешка · e3 чёрная пешка · f3 чёрная пешка · h3 белая пешка · c2 белая пешка · h2 белая пешка · e1 чёрный король · f1 белый конь · g1 белый ферзь | d7 чёрная пешка · g6 чёрная пешка · h6 белый король · b5 чёрная пешка · f5 чёрная пешка · b4 чёрная пешка · d4 белый конь · h4 чёрная пешка · b3 белая пешка · c3 белая пешка · e3 чёрная пешка · f3 чёрная пешка · h3 белая пешка · c2 белая пешка · h2 белая пешка · e1 чёрный король · f1 белый конь · g1 белый ферзь | 5 |
| 4 | d7 чёрная пешка · g6 чёрная пешка · h6 белый король · b5 чёрная пешка · f5 чёрная пешка · b4 чёрная пешка · d4 белый конь · h4 чёрная пешка · b3 белая пешка · c3 белая пешка · e3 чёрная пешка · f3 чёрная пешка · h3 белая пешка · c2 белая пешка · h2 белая пешка · e1 чёрный король · f1 белый конь · g1 белый ферзь | d7 чёрная пешка · g6 чёрная пешка · h6 белый король · b5 чёрная пешка · f5 чёрная пешка · b4 чёрная пешка · d4 белый конь · h4 чёрная пешка · b3 белая пешка · c3 белая пешка · e3 чёрная пешка · f3 чёрная пешка · h3 белая пешка · c2 белая пешка · h2 белая пешка · e1 чёрный король · f1 белый конь · g1 белый ферзь | d7 чёрная пешка · g6 чёрная пешка · h6 белый король · b5 чёрная пешка · f5 чёрная пешка · b4 чёрная пешка · d4 белый конь · h4 чёрная пешка · b3 белая пешка · c3 белая пешка · e3 чёрная пешка · f3 чёрная пешка · h3 белая пешка · c2 белая пешка · h2 белая пешка · e1 чёрный король · f1 белый конь · g1 белый ферзь | d7 чёрная пешка · g6 чёрная пешка · h6 белый король · b5 чёрная пешка · f5 чёрная пешка · b4 чёрная пешка · d4 белый конь · h4 чёрная пешка · b3 белая пешка · c3 белая пешка · e3 чёрная пешка · f3 чёрная пешка · h3 белая пешка · c2 белая пешка · h2 белая пешка · e1 чёрный король · f1 белый конь · g1 белый ферзь | d7 чёрная пешка · g6 чёрная пешка · h6 белый король · b5 чёрная пешка · f5 чёрная пешка · b4 чёрная пешка · d4 белый конь · h4 чёрная пешка · b3 белая пешка · c3 белая пешка · e3 чёрная пешка · f3 чёрная пешка · h3 белая пешка · c2 белая пешка · h2 белая пешка · e1 чёрный король · f1 белый конь · g1 белый ферзь | d7 чёрная пешка · g6 чёрная пешка · h6 белый король · b5 чёрная пешка · f5 чёрная пешка · b4 чёрная пешка · d4 белый конь · h4 чёрная пешка · b3 белая пешка · c3 белая пешка · e3 чёрная пешка · f3 чёрная пешка · h3 белая пешка · c2 белая пешка · h2 белая пешка · e1 чёрный король · f1 белый конь · g1 белый ферзь | d7 чёрная пешка · g6 чёрная пешка · h6 белый король · b5 чёрная пешка · f5 чёрная пешка · b4 чёрная пешка · d4 белый конь · h4 чёрная пешка · b3 белая пешка · c3 белая пешка · e3 чёрная пешка · f3 чёрная пешка · h3 белая пешка · c2 белая пешка · h2 белая пешка · e1 чёрный король · f1 белый конь · g1 белый ферзь | d7 чёрная пешка · g6 чёрная пешка · h6 белый король · b5 чёрная пешка · f5 чёрная пешка · b4 чёрная пешка · d4 белый конь · h4 чёрная пешка · b3 белая пешка · c3 белая пешка · e3 чёрная пешка · f3 чёрная пешка · h3 белая пешка · c2 белая пешка · h2 белая пешка · e1 чёрный король · f1 белый конь · g1 белый ферзь | 4 |
| 3 | d7 чёрная пешка · g6 чёрная пешка · h6 белый король · b5 чёрная пешка · f5 чёрная пешка · b4 чёрная пешка · d4 белый конь · h4 чёрная пешка · b3 белая пешка · c3 белая пешка · e3 чёрная пешка · f3 чёрная пешка · h3 белая пешка · c2 белая пешка · h2 белая пешка · e1 чёрный король · f1 белый конь · g1 белый ферзь | d7 чёрная пешка · g6 чёрная пешка · h6 белый король · b5 чёрная пешка · f5 чёрная пешка · b4 чёрная пешка · d4 белый конь · h4 чёрная пешка · b3 белая пешка · c3 белая пешка · e3 чёрная пешка · f3 чёрная пешка · h3 белая пешка · c2 белая пешка · h2 белая пешка · e1 чёрный король · f1 белый конь · g1 белый ферзь | d7 чёрная пешка · g6 чёрная пешка · h6 белый король · b5 чёрная пешка · f5 чёрная пешка · b4 чёрная пешка · d4 белый конь · h4 чёрная пешка · b3 белая пешка · c3 белая пешка · e3 чёрная пешка · f3 чёрная пешка · h3 белая пешка · c2 белая пешка · h2 белая пешка · e1 чёрный король · f1 белый конь · g1 белый ферзь | d7 чёрная пешка · g6 чёрная пешка · h6 белый король · b5 чёрная пешка · f5 чёрная пешка · b4 чёрная пешка · d4 белый конь · h4 чёрная пешка · b3 белая пешка · c3 белая пешка · e3 чёрная пешка · f3 чёрная пешка · h3 белая пешка · c2 белая пешка · h2 белая пешка · e1 чёрный король · f1 белый конь · g1 белый ферзь | d7 чёрная пешка · g6 чёрная пешка · h6 белый король · b5 чёрная пешка · f5 чёрная пешка · b4 чёрная пешка · d4 белый конь · h4 чёрная пешка · b3 белая пешка · c3 белая пешка · e3 чёрная пешка · f3 чёрная пешка · h3 белая пешка · c2 белая пешка · h2 белая пешка · e1 чёрный король · f1 белый конь · g1 белый ферзь | d7 чёрная пешка · g6 чёрная пешка · h6 белый король · b5 чёрная пешка · f5 чёрная пешка · b4 чёрная пешка · d4 белый конь · h4 чёрная пешка · b3 белая пешка · c3 белая пешка · e3 чёрная пешка · f3 чёрная пешка · h3 белая пешка · c2 белая пешка · h2 белая пешка · e1 чёрный король · f1 белый конь · g1 белый ферзь | d7 чёрная пешка · g6 чёрная пешка · h6 белый король · b5 чёрная пешка · f5 чёрная пешка · b4 чёрная пешка · d4 белый конь · h4 чёрная пешка · b3 белая пешка · c3 белая пешка · e3 чёрная пешка · f3 чёрная пешка · h3 белая пешка · c2 белая пешка · h2 белая пешка · e1 чёрный король · f1 белый конь · g1 белый ферзь | d7 чёрная пешка · g6 чёрная пешка · h6 белый король · b5 чёрная пешка · f5 чёрная пешка · b4 чёрная пешка · d4 белый конь · h4 чёрная пешка · b3 белая пешка · c3 белая пешка · e3 чёрная пешка · f3 чёрная пешка · h3 белая пешка · c2 белая пешка · h2 белая пешка · e1 чёрный король · f1 белый конь · g1 белый ферзь | 3 |
| 2 | d7 чёрная пешка · g6 чёрная пешка · h6 белый король · b5 чёрная пешка · f5 чёрная пешка · b4 чёрная пешка · d4 белый конь · h4 чёрная пешка · b3 белая пешка · c3 белая пешка · e3 чёрная пешка · f3 чёрная пешка · h3 белая пешка · c2 белая пешка · h2 белая пешка · e1 чёрный король · f1 белый конь · g1 белый ферзь | d7 чёрная пешка · g6 чёрная пешка · h6 белый король · b5 чёрная пешка · f5 чёрная пешка · b4 чёрная пешка · d4 белый конь · h4 чёрная пешка · b3 белая пешка · c3 белая пешка · e3 чёрная пешка · f3 чёрная пешка · h3 белая пешка · c2 белая пешка · h2 белая пешка · e1 чёрный король · f1 белый конь · g1 белый ферзь | d7 чёрная пешка · g6 чёрная пешка · h6 белый король · b5 чёрная пешка · f5 чёрная пешка · b4 чёрная пешка · d4 белый конь · h4 чёрная пешка · b3 белая пешка · c3 белая пешка · e3 чёрная пешка · f3 чёрная пешка · h3 белая пешка · c2 белая пешка · h2 белая пешка · e1 чёрный король · f1 белый конь · g1 белый ферзь | d7 чёрная пешка · g6 чёрная пешка · h6 белый король · b5 чёрная пешка · f5 чёрная пешка · b4 чёрная пешка · d4 белый конь · h4 чёрная пешка · b3 белая пешка · c3 белая пешка · e3 чёрная пешка · f3 чёрная пешка · h3 белая пешка · c2 белая пешка · h2 белая пешка · e1 чёрный король · f1 белый конь · g1 белый ферзь | d7 чёрная пешка · g6 чёрная пешка · h6 белый король · b5 чёрная пешка · f5 чёрная пешка · b4 чёрная пешка · d4 белый конь · h4 чёрная пешка · b3 белая пешка · c3 белая пешка · e3 чёрная пешка · f3 чёрная пешка · h3 белая пешка · c2 белая пешка · h2 белая пешка · e1 чёрный король · f1 белый конь · g1 белый ферзь | d7 чёрная пешка · g6 чёрная пешка · h6 белый король · b5 чёрная пешка · f5 чёрная пешка · b4 чёрная пешка · d4 белый конь · h4 чёрная пешка · b3 белая пешка · c3 белая пешка · e3 чёрная пешка · f3 чёрная пешка · h3 белая пешка · c2 белая пешка · h2 белая пешка · e1 чёрный король · f1 белый конь · g1 белый ферзь | d7 чёрная пешка · g6 чёрная пешка · h6 белый король · b5 чёрная пешка · f5 чёрная пешка · b4 чёрная пешка · d4 белый конь · h4 чёрная пешка · b3 белая пешка · c3 белая пешка · e3 чёрная пешка · f3 чёрная пешка · h3 белая пешка · c2 белая пешка · h2 белая пешка · e1 чёрный король · f1 белый конь · g1 белый ферзь | d7 чёрная пешка · g6 чёрная пешка · h6 белый король · b5 чёрная пешка · f5 чёрная пешка · b4 чёрная пешка · d4 белый конь · h4 чёрная пешка · b3 белая пешка · c3 белая пешка · e3 чёрная пешка · f3 чёрная пешка · h3 белая пешка · c2 белая пешка · h2 белая пешка · e1 чёрный король · f1 белый конь · g1 белый ферзь | 2 |
| 1 | d7 чёрная пешка · g6 чёрная пешка · h6 белый король · b5 чёрная пешка · f5 чёрная пешка · b4 чёрная пешка · d4 белый конь · h4 чёрная пешка · b3 белая пешка · c3 белая пешка · e3 чёрная пешка · f3 чёрная пешка · h3 белая пешка · c2 белая пешка · h2 белая пешка · e1 чёрный король · f1 белый конь · g1 белый ферзь | d7 чёрная пешка · g6 чёрная пешка · h6 белый король · b5 чёрная пешка · f5 чёрная пешка · b4 чёрная пешка · d4 белый конь · h4 чёрная пешка · b3 белая пешка · c3 белая пешка · e3 чёрная пешка · f3 чёрная пешка · h3 белая пешка · c2 белая пешка · h2 белая пешка · e1 чёрный король · f1 белый конь · g1 белый ферзь | d7 чёрная пешка · g6 чёрная пешка · h6 белый король · b5 чёрная пешка · f5 чёрная пешка · b4 чёрная пешка · d4 белый конь · h4 чёрная пешка · b3 белая пешка · c3 белая пешка · e3 чёрная пешка · f3 чёрная пешка · h3 белая пешка · c2 белая пешка · h2 белая пешка · e1 чёрный король · f1 белый конь · g1 белый ферзь | d7 чёрная пешка · g6 чёрная пешка · h6 белый король · b5 чёрная пешка · f5 чёрная пешка · b4 чёрная пешка · d4 белый конь · h4 чёрная пешка · b3 белая пешка · c3 белая пешка · e3 чёрная пешка · f3 чёрная пешка · h3 белая пешка · c2 белая пешка · h2 белая пешка · e1 чёрный король · f1 белый конь · g1 белый ферзь | d7 чёрная пешка · g6 чёрная пешка · h6 белый король · b5 чёрная пешка · f5 чёрная пешка · b4 чёрная пешка · d4 белый конь · h4 чёрная пешка · b3 белая пешка · c3 белая пешка · e3 чёрная пешка · f3 чёрная пешка · h3 белая пешка · c2 белая пешка · h2 белая пешка · e1 чёрный король · f1 белый конь · g1 белый ферзь | d7 чёрная пешка · g6 чёрная пешка · h6 белый король · b5 чёрная пешка · f5 чёрная пешка · b4 чёрная пешка · d4 белый конь · h4 чёрная пешка · b3 белая пешка · c3 белая пешка · e3 чёрная пешка · f3 чёрная пешка · h3 белая пешка · c2 белая пешка · h2 белая пешка · e1 чёрный король · f1 белый конь · g1 белый ферзь | d7 чёрная пешка · g6 чёрная пешка · h6 белый король · b5 чёрная пешка · f5 чёрная пешка · b4 чёрная пешка · d4 белый конь · h4 чёрная пешка · b3 белая пешка · c3 белая пешка · e3 чёрная пешка · f3 чёрная пешка · h3 белая пешка · c2 белая пешка · h2 белая пешка · e1 чёрный король · f1 белый конь · g1 белый ферзь | d7 чёрная пешка · g6 чёрная пешка · h6 белый король · b5 чёрная пешка · f5 чёрная пешка · b4 чёрная пешка · d4 белый конь · h4 чёрная пешка · b3 белая пешка · c3 белая пешка · e3 чёрная пешка · f3 чёрная пешка · h3 белая пешка · c2 белая пешка · h2 белая пешка · e1 чёрный король · f1 белый конь · g1 белый ферзь | 1 |
|   | a | b | c | d | e | f | g | h |   |

1.Kpg5! с угрозой 2.К:е3+ Kpd2 3.Фа1 и 4.Кf1#, 

1. … bc 2.К:f3+ Kpe2 3.K1d2 ed 4.Kd4#, 

1. … f2 2.Фh1 Kpd1 3.Фа8 и 4.Фа1# или 2. … d5 3.Фа8 Кр: f1 4.Фh1# 
 Разнообразные правильные маты с возвратными движениями белых фигур во всех вариантах.